# Anzwagen

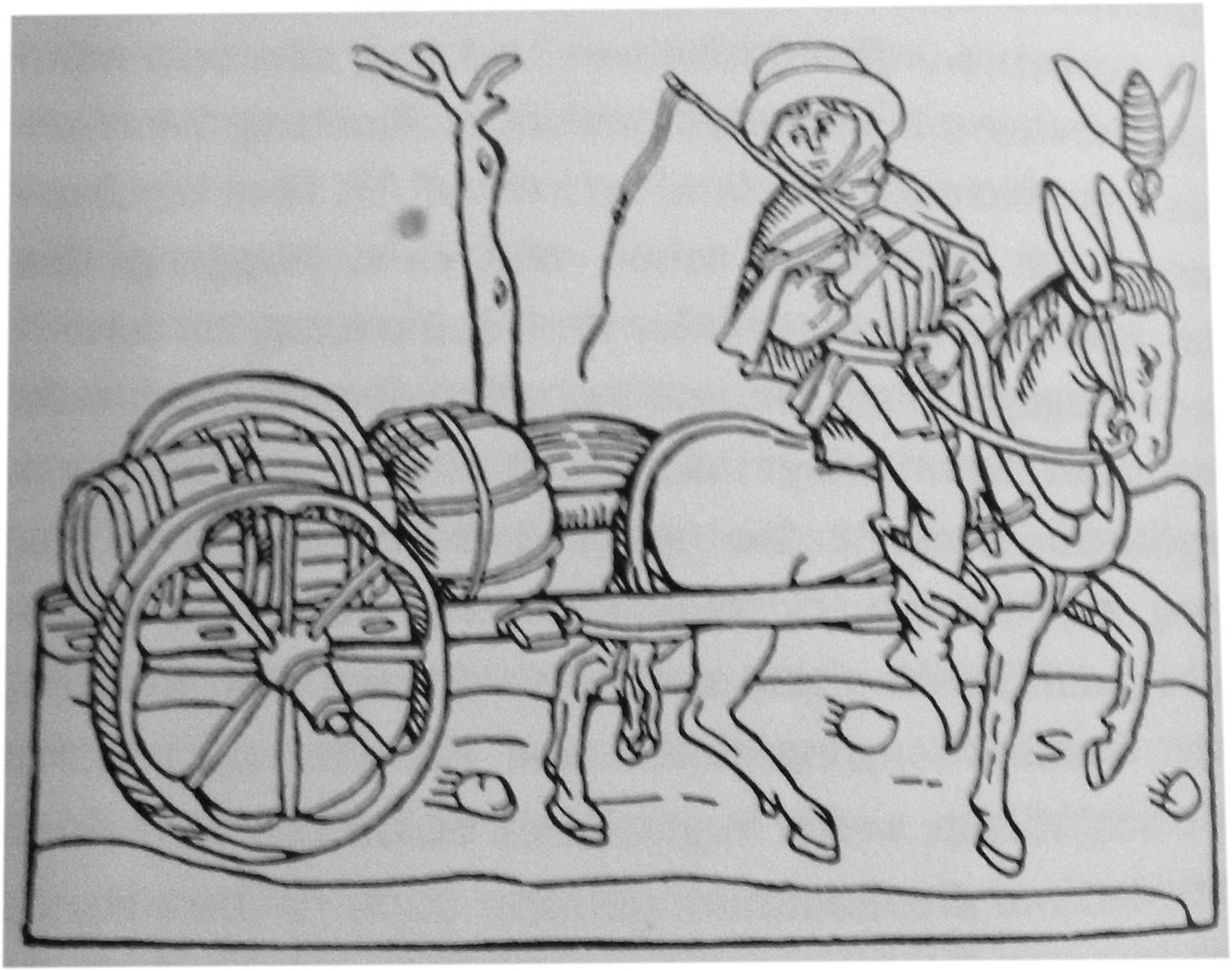
Fahrender Händler mit seinem Anzwagen, Darstellung auf einem mittelalterlichen Holzschnitt (1476–1477)

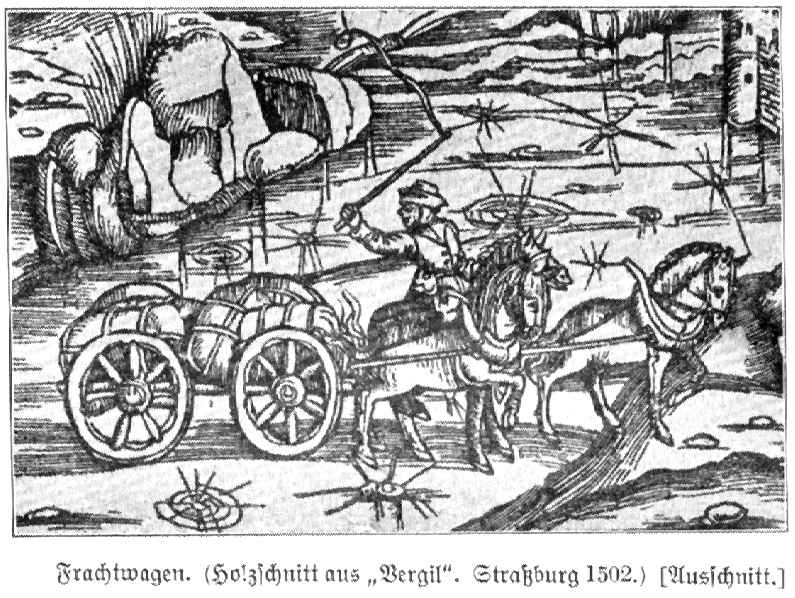
Anzwagen, Holzschnitt von 1502

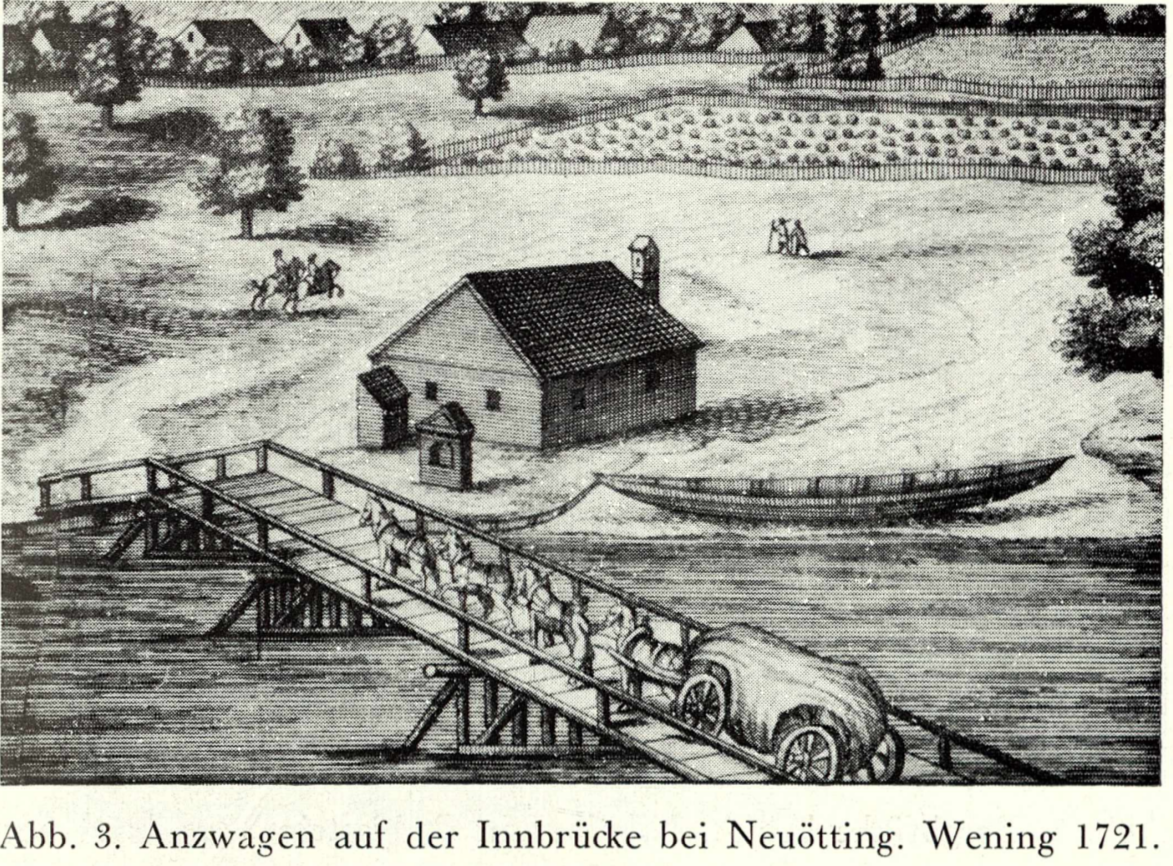
Vierspänniger Anzwagen bei Überquerung der Neuöttinger Innbrücke (um 1721)

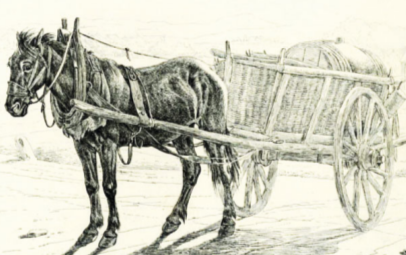
Anzwagen mit Weinfass

Anz- oder Gabelwagen (ältere Bezeichnung = Enz- oder Einzwägen) waren leichte Lastkarren mit geringer Spurweite und wurden seit dem Mittelalter verwendet. Durch die davor nur auf einer Spur laufenden Pferde wurde allerdings der Straßenbelag stark beansprucht. Seit dem 16. Jahrhundert versuchte man daher sie zugunsten der Deichselwagen, vor denen die Pferde nebeneinander liefen, zu verbieten. Trotzdem waren sie bis weit in das 18. Jahrhundert in Gebrauch.

## Konstruktion und Zollgebühren
Als Anzen bezeichnete man die Stangen der Schere (Stange = „eine Anz“) zwischen denen das Stangenpferd geht.
Weitere Zugtiere (Pferde oder Ochsen) konnten vor die Wagenmitte vorgespannt werden. Dabei gingen alle Zugtiere in einer Reihe, weshalb das Gespann schmal blieb. Mit vierspännigen Anzwagen konnten rund 840 kg Nutzlast (sog. „Wagen-Saum“) befördert werden.
Das Gespann wurde entweder von einem Vorreiter auf dem Rücken des Sattelpferdes oder nebenher gehend vom Boden aus gelenkt.
Laut den frühesten Belege für diese Unterscheidung, der Wiener Burg- und Wassermautsordnung aus der ersten Hälfte des 13. Jahrhunderts, waren die Anzwagen dieser Zeit – im Gegensatz zum Deichselwagen – nur mit einem Pferd statt mit zweien oder mehreren bespannt. Auch ein Übergang von einer zur anderen Bespannung war möglich, da die Fuhrleute sowohl Deichseln als auch Anzen bei sich führten, die dann den jeweiligen Bedürfnissen und Vorschriften entsprechend „eingeschlagen“ werden konnten. Für die Fracht eines Anzwagens war nur die halbe Zollgebühr zu entrichten. Dieselbe Quelle zeigt auf, dass es damals aber auch schon vierrädrige Anzwagen gab. Der Zollsatz der zweirädrigen Karren stand zu dem der Anzwagen  und Deichselwagen im Verhältnis zu 1:2:4. Dasselbe Verhältnis zwischen Deichsel- und Anzwagen nennt eine – vermutlich aus dem 14. Jahrhundert stammende – Mautordnung aus dem mährischen Brünn. Ob die einspännigen Anzwagen zu dieser Zeit schon eine schmalere Spurweite hatten als die Deichselwagen, oder ob das erst eine Folge der Entwicklungen ab dem 16. Jahrhundert war, ist nicht mit Sicherheit zu sagen. Im 18. Jahrhundert (1724) hatten die Anzwagen im Salzburg laut der Hofkammerhauptmautverordnung eine Spurweite 3,5 Fuß (1 Salzburger Fuß (Schuh) – 0,2966 Meter), also etwa 1,04 Meter, während die Deichselwagen eine solche bis zu 1,24 bis 1,26 Meter („mittlere Ax “) oder sogar 1,56 Meter („weite Ax “) aufwiesen.

## Straßen
Da die schlecht ausgebauten Straßen des Mittelalters und der frühen Neuzeit nur sehr schmal waren, im Gebirge wiesen sie generell eine Breite von 2 bis 3 Meter auf, konnten man sie dort nur mit leichten einachsigen Karren (Karretten) oder kleinen Fuhrwerken mit einer max. Spurbreite von 1 Meter befahren.
Im 16. Jahrhundert lebte der Straßenbau wieder auf, jedoch waren auch die neuen Straßen  eng bemessen, so dass sie für Deichselwagen mit ihren eingespannten Zugtierpaaren und breiter Bauweise unbefahrbar waren. Dies bescherte dem Anzwagen einen Aufschwung. Größere und längere Wagen konnte man konstruieren, indem man mehr Zugtiere vorspannte, sodass nun bis zu vier, manchmal sogar noch mehr in einer Reihe – im sog. Tandemzug – vorangingen. Ursprünglich nur in Gebirgsgegenden in Verwendung, drang der mehrspännige Anzwagen nun auch in die Ebenen vor. Sein Gebrauch war für unbefestigte Straßen aber auf die Dauer desaströs und machte sie bald für die Deichselwagen nur schwer befahrbar. Die in der Mitte der Wege in Spur gehenden Pferdereihen mit den engen Anzwagen dahinter furchten in den Straßenbelag tiefe Gruben ein, sodass Deichselgespanne darauf nur mehr äußerst mühsam vorankamen.

## Verbote der Anzwagen
Am 2. August 1569, erging in Graz auf Ersuchen der Landschaft ein landesfürstliches Patent gegen die „Zeilfuhren“ (offenbar waren damit die mehrspännigen Anzwagen gemeint), die innerhalb von sechs Monaten abzustellen seien, mit Ausnahme der einspännigen Fuhren der „armen Kramer und anderen Inwohner“. Auf Dauer bewirkte dieser Erlass aber nur wenig und die Anzfuhren gingen offenbar ungehindert weiter. Auch in Bayern ergingen zwischen 1699 und 1710 immer wieder kurfürstliche Verbotsmandate die aber noch weniger erfolgreich waren. Das Fahren in den Anzen wurde sogar für die Pferde als schädlich erachtet, wie aus einem Schreiben der Bayerischen an die Salzburger Hofkammer vom 22. Juni 1699 zu entnehmen ist: „... zudeme auch die beste Pferd, so in der änz gespant, ehezeitlich zu grundt gangen, weillen jedes solches pferd pergab den Wagen und ganze Ladung allein hat halten und in der reib allein hat ziechen miessen.“ Das will sagen, dass das Stangenpferd den Wagen alleine aufhalten (Bremsen) muss, da es das einzige ist, das in der Schere geht. Dies ist eine große Belastung für das Stangenpferd. Bei einem Deichselwagen können beide Stangenpferde aufhalten.
Am 2. Juni 1717 wurde im Zuge des zunehmenden Mittelmeerhandels in einem kaiserlichen Patent angekündigt, dass demnächst die Straßen Innerösterreichs (Steiermark, Kärnten, Krain) bis an die Seehäfen „...mit braiten Wägen zu fahren und zu einem rechtschaffenen Commercio wandlbar...“ gemacht werden sollten. Am selben Tag noch erging ein „Handbrief“ Kaiser Karls VI. an den Erzbischof Franz Anton von Harrach, womit er ihm dieses Mandat übermittelte mit der Mitteilung, dass das Befahren der Straßen mit Anzwagen hiermit verboten und diese nur für breite Deichselwagen vorgesehen waren, zumal man für die Hauptstraße aus Innerösterreich durch Salzburg in das Heilige römische Reich ähnliche Vorkehrungen treffe. Am 23. März 1720 wurden die Pfleg- und Mautbeamten von Moosham bis Hallein angewiesen, die mehrspännigen Anzwagen mit schweren Ladungen (mit Ausnahme der Fuhren der Untertanen zur eigenen Hausnotdurft) innerhalb von zwei Monaten einzustellen.
Aber auch dieses an sich schon verklausulierte Verbot der Anzwagen scheint keinen bleibenden Effekt gehabt zu haben. Durch die offensichtliche Duldung der Anzfuhren wurden die Straßen weiterhin stark beansprucht. 1721 ordnete ein kaiserliches Edikt an, das für Innerösterreich ab dem St. Georgstag (24. April) der Gebrauch derartiger Wagen, „...es sey gleich mit Deixl oder Änzen...“, allgemein verboten war und die Mauteintreiber solche zu „zerhacken“ hätten. Vor schlecht ausgebauten und engen Straßenstücken mussten die Fuhrleute aber weiterhin die Deichseln abnehmen, die mitgeführten Anzen einschlagen und die Zugtiere umspannen, oder aber die – eigentlich dem höheren Adel vorbehaltenen – Fürstenwege befahren, was beides verboten war. Im gleichen Jahr wurde auch in Bayern das Verbot unter den schärfsten Strafandrohungen (Konfiskation von Gefährt und Ladung) erneuert. Der Erlass wurde auch an Tirol, Württemberg, Berchtesgaden und die Reichsstädte Ulm, Nördlingen, Memmingen, Augsburg und Regensburg weitergegeben. 1722 beschloss auch der Hofrat in Salzburg ein Generalmandat zum allgemeinen Verbot des Anzgefährts, der Einführung des mittleren Gleises und dem Befehl zur allgemeinen Straßenerweiterung. 1724 wurde in Salzburg denjenigen Leuten, die sich nur ein Pferd leisten konnten, das Befahren der Landstraße mit einspännigen Anzwagen in mäßiger Schwere, mit Ausnahme der Güterfahrten, weiterhin gestattet. Bis 1728 waren auch in Bayern die Anzwagen der „Einrößler“ noch zugelassen.